# 冠羽側唇䲁
冠羽側唇䲁（學名：Hypleurochilus geminatus），為輻鰭魚綱鳚形目䲁科側唇䲁屬的一種，分布於西大西洋美國北卡羅萊納州至德克薩斯州、海域，深度0至8公尺，本魚體延長，稍側扁，頭鈍短，頭頂無冠膜，眼上有捲鬚，一側或兩側下顎骨的兩側也可能長有增大的犬齒，身體和鰭呈深棕色，帶有大理石花紋的斑點。雌性有方形深色斑點，身體顏色較淺，繁殖期的雄魚會長出色彩鮮豔的下巴和喉嚨，背鰭硬棘12枚、背鰭軟條13-14枚、臀鰭硬棘2枚、臀鰭軟條17枚，體長可達10公分，棲息在沿海礁石區，以小型無脊椎動物為食，雌魚產附著性卵，雄魚有護卵行為，幼魚為浮游性，生活習性不明。